# Olluquito con charqui
 El olluquito con charqui és un guisat peruà a força de ollucos i charqui, carn seca de llama. És típic de la regió muntanyenca peruana, particularment del departament del Cuzco.
Aquest plat popular sol ser imprescindible en qualsevol bufet crioll, és a dir, menjar típic de la gastronomia peruana.

## Història
El seu origen és prehispánico, per les seves ingredients principals autòctons. Després de la conquesta i colonització d'Amèrica pels espanyols, nous ingredients van arribar als territoris americans. És el cas de les cebes i el all, bàsics per elaborar el guarniment peruà i que es fa servir per a aquest guisat.
El periodista gastronòmic Adán Felipe Mejía va anotar:
| «                   | ¡Ahí tenéis el charqui, nada menos, que unido al olluquito, brinda un potaje muy socorrido, muy grato al paladar, muy peruano: con su punta de ají coloreador, buena manteca, ajo, cebolla y picadura de culantro al servirlo, con propósito estático, todo en un panto de barro. | Aquí teniu el charqui, ni més ni menys, que unit al olluquito, brinda un potatge molt socorregut, molt grat al paladar, molt peruà: amb la seva punta d'ají coloreador, bona mantega, all, ceba i picada de coriandre en servir, amb propòsit estàtic, tot en un panto de fang. | » |
| — Adán Felipe Mejía | | |   |

## Preparació

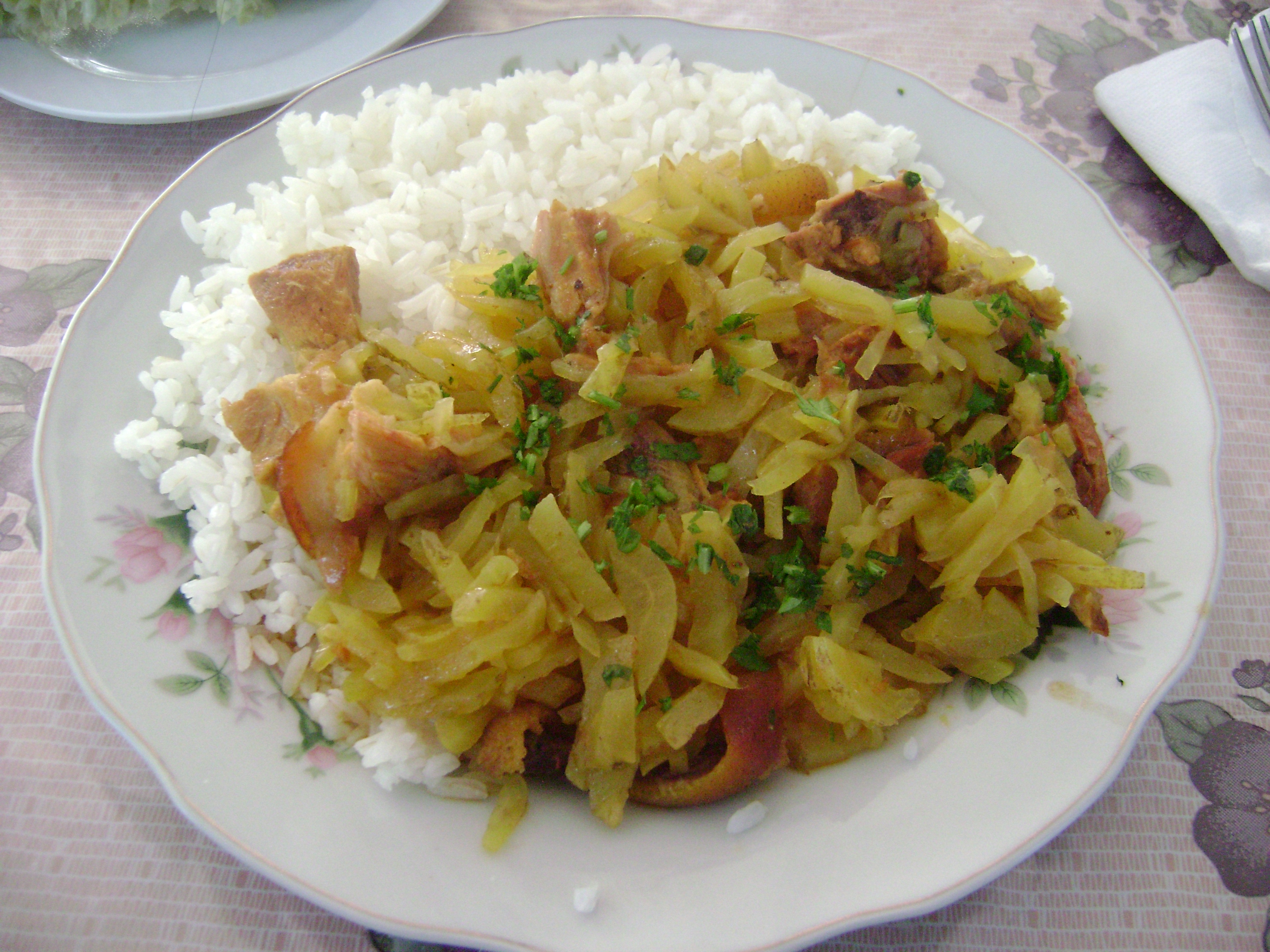
Olluquito elaborat amb porc en comptes de charqui, acompanyat d'arròs blanc.

Com molts guisats de la gastronomia peruà, el olluquito amb charqui pot ser elaborat en una olla de fang, el que li confereix un sabor característic. El olluco es cuina a tires fines, ofegant-ho en un guarniment peruà amb la carn.
El charqui pot ser substituït per chalona, carn de res o porc, en tires o picada, per fer-lo més assequible en altres zones del Perú, especialment en Lima on no existeix tal costum. Fins i tot es pot substituir la carn de flama per marisc. S'acompanya amb l'infaltable arròs blanc, i es decora amb julivert picat. En algunes versions se li rega amb un raig d' llet evaporada al final de la cocció.